# Porxe

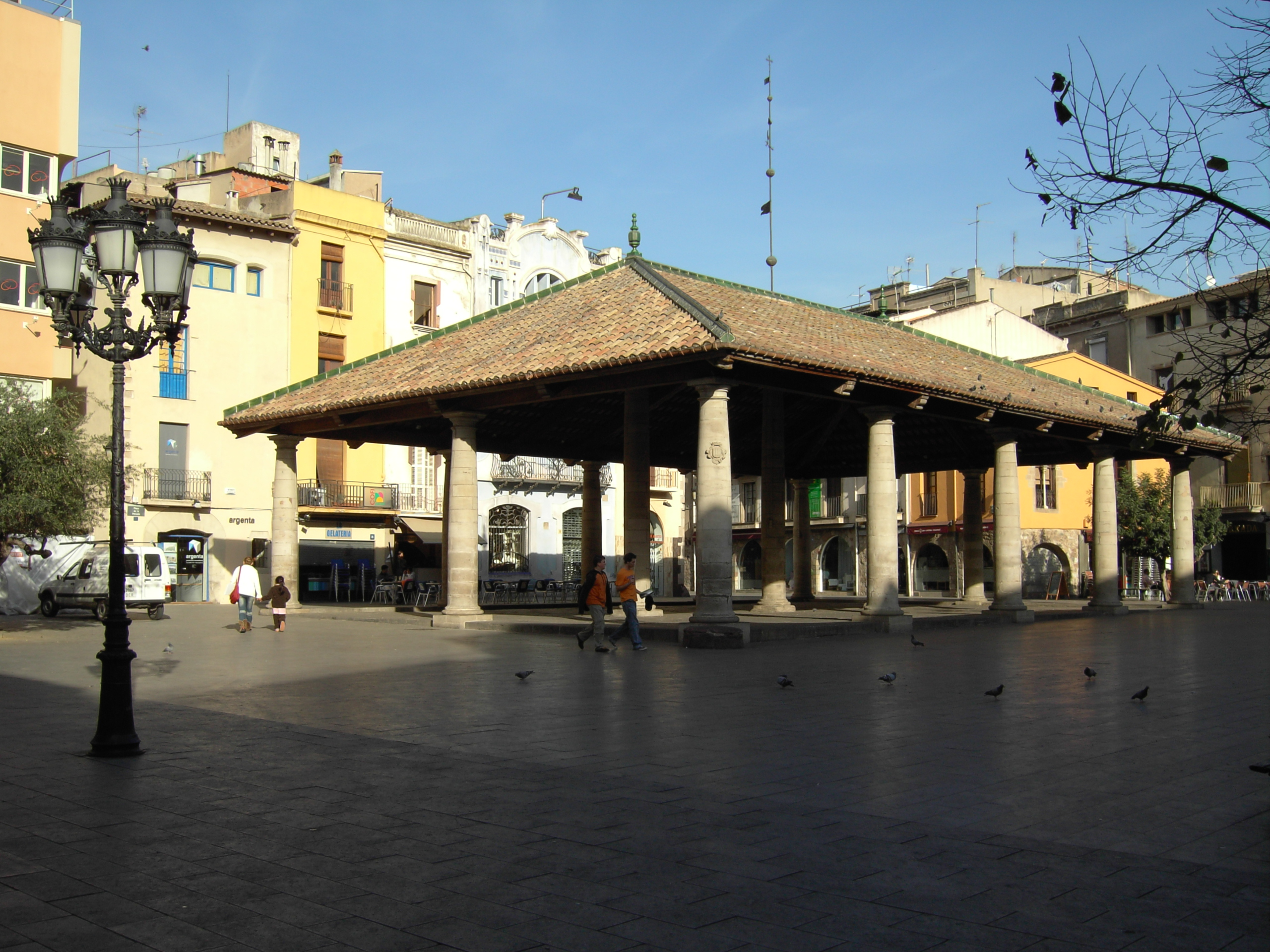
Porxada de Granollers (Barcelona), antiga plaça del mercat

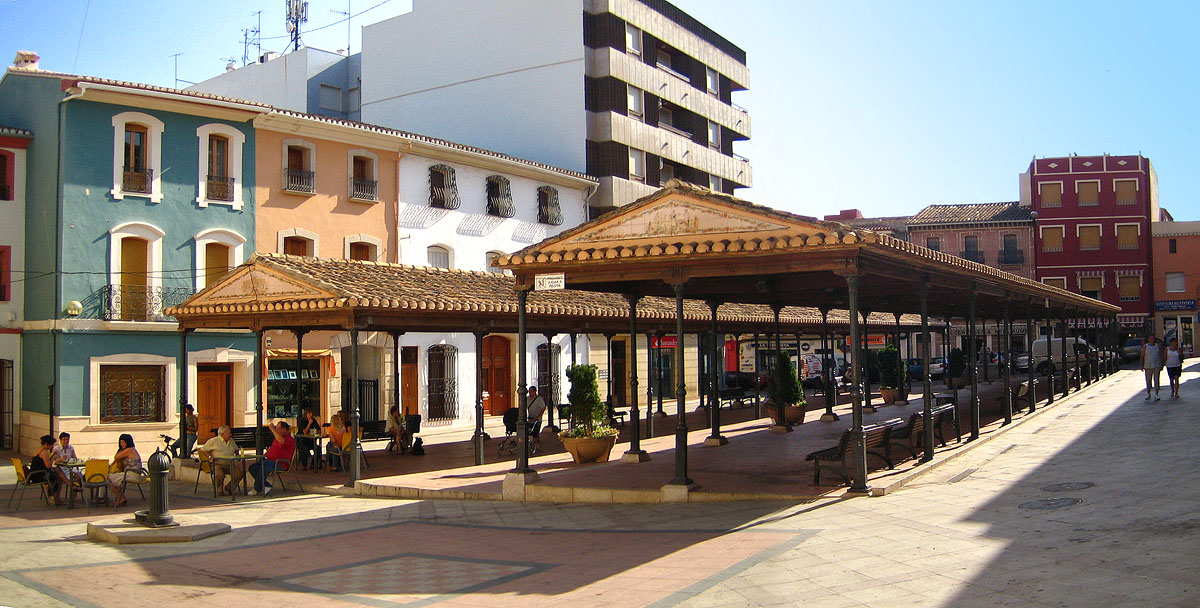
Pòrxens de Pedreguer (Marina Alta), plaça del mercat

Un porxe, porxo o perxe és un espai cobert i obert a l'exterior per un o més costats, amb el terra al mateix nivell que l'exterior. Pot ser independent o ajuntat a un edifici. En qualsevol cas, la seua funció és proveir aixopluc a les persones. Molts porxes són mercats coberts. El terme també designa, per extensió, les golfes en diverses zones.

## Terminologia
Hi ha diversos estils de porxes, molts dels quals depenen de la tradició arquitectònica de la seva ubicació, així com de diversos noms utilitzats. Els porxes permetran disposar d'un espai suficient per a una persona per fer una pausa còmoda abans d'entrar o de sortir d'un edifici, o per relaxar-se. S'obren molts porxes a la cara exterior amb balustrada recolzada per balustres que normalment envolten tot el porxe excepte on es troben les escales.

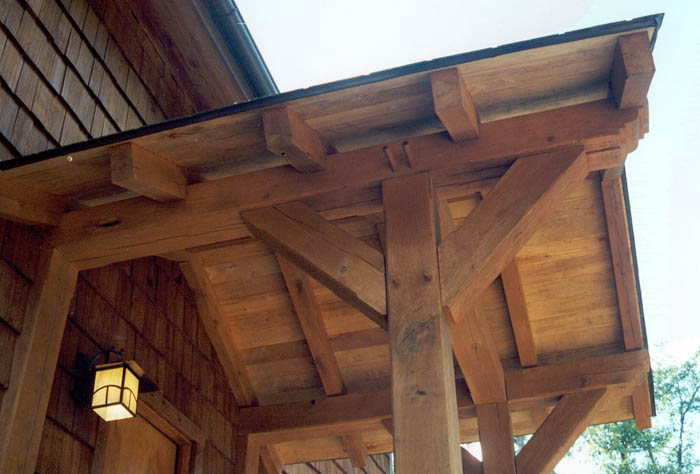
Detall de porxo de fusta nacional

La paraula "porxe" s'utilitza gairebé exclusivament per a una estructura que es troba fora de les parets principals d'un edifici o casa, amb molts dissenys i cobertes diferents, ja sigui sota la mateixa línia de sostre o bé com a torres i torretes, recolzades per simples pòrtics de pòrtic o columnetes ornamentades i arcs, com a les cases d'estil victorià, les d'estil colonial espanyol, o qualsevol dels edificis i cases d'estil colonial americà.
Alguns porxes són petits que cobreixen principalment només l'entrada, o fins i tot més grans, que envolten els costats o que corren completament tot l'edifici.

## Tipus

### Sala d'Arizona
Una habitació d'Arizona és un tipus de porxe seleccionat que es troba habitualment a Arizona.

### Porxe projectat
Un porxe projectat, també anomenat "serigrafiat en porxe", és un pòrtic construït o alterat per ser tancat amb pantalles que creen efectivament una habitació de tipus exterior.

### Porxe per a dormir
Un porxe per a dormir és un porxo construït o modificat per ser un tipus de zona de dormir semi-exterior. Un porxe per dormir pot ser un porxe obert ordinari, que es pot projectar o amb finestres de pantalla oberta.

### Porxe de pluja
Un porxe de pluja és un tipus de porxe amb el sostre i les columnes s'estenen més enllà de la coberta i arriben a terra. El sostre es pot estendre uns quants metres més enllà del porxe creant un pati cobert. Els porxes de pluja, també coneguts com a porxes de Carolina, es troben generalment al sud-est dels Estats Units.

### Pòrtic
Un pòrtic (italià) és un estil de porxe que utilitza columnes o columnates, i fins i tot arcs, com és el cas de l'arquitectura moderna i contemporània italiana.

### Loggia
Una Loggia és un passadís o porxe exterior cobert que forma part de la planta baixa o es pot elevar a un altre nivell. El sostre està sostingut per columnes o arcs i la part exterior està oberta als elements.

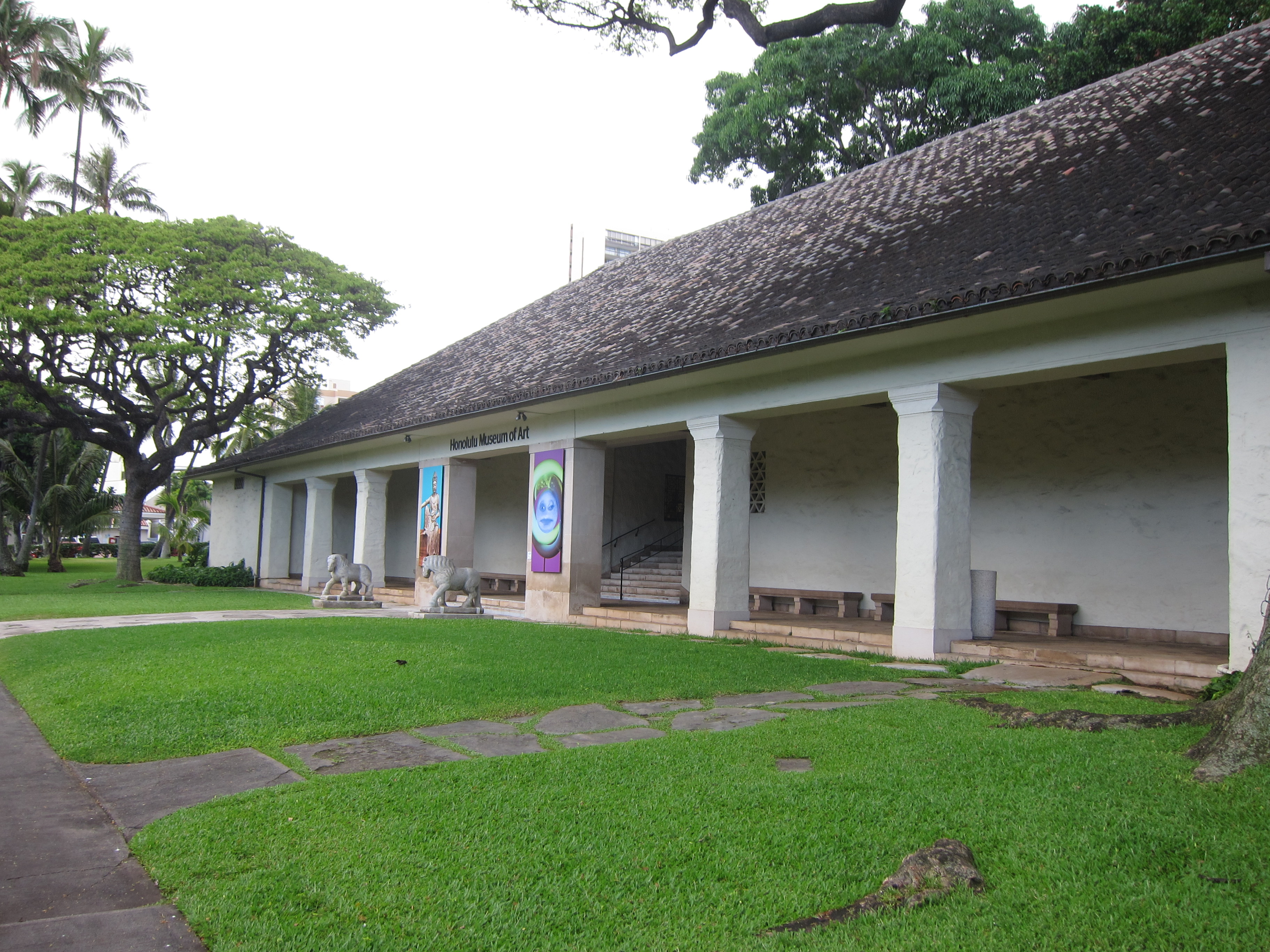
Museu d'Art d'Honolulu - entrada veranda

### Veranda
Un porxe d'estil veranda (o verandah) normalment és gran i pot abastar tota la façana, així com els costats d'una estructura. Un exemple extrem és el Grand Hotel de l'illa de Mackinac, Michigan, que té el porxe més llarg del món a 200 metres de longitud (660 peus).

### Porxe de sol
Un porxe solar, o sala de sol, també coneguda com a sala de Florida, pot ser qualsevol habitació o estructura separada, normalment tancada amb vidre, però pot ser un porxe tancat.

## Amèrica del nord
Al nord-est d'Amèrica del Nord, un porxo és una àrea petita, generalment sense tancar, a l'altura del pis principal i que s'utilitza com a zona de descans o per treure la roba de treball per no embrutar l'interior de la casa quan s'accedeix a la porta d'entrada. a través del porxo. Al sud-oest dels Estats Units, les cases d'estil ranxo solen utilitzar un porxo per proporcionar ombra a l'entrada i al mur sud de la residència.
Al sud dels Estats Units i al sud d'Ontario, Canadà, un porxo és sovint almenys tan ampli com profund, i pot proporcionar un espai suficient per als residents per rebre els hostes o reunir-se en ocasions especials. Les cases de tova a Santa Fe, Nou Mèxic, solen incloure grans porxos per a entreteniment anomenats "portals", que normalment no es veuen a les cases de tova més tradicionals.
Les llars nord-americanes més antigues, especialment les construïdes durant l'època de l'arquitectura victoriana, o construïdes a l'estil Queen Anne, sovint incloïen un porxo tant a la part davantera com a la part posterior de la casa. El porxo posterior s'utilitza com un altre espai per seure. No obstant això, moltes cases nord-americanes construïdes amb un porxo des de la dècada de 1940 només tenen un símbol, generalment massa petit per a un ús social còmode i només afegint a la impressió visual de l'edifici.
El moviment d'arquitectura de New Urbanism demana una inversió d'aquesta tendència, recomanant un gran porxo, per ajudar a construir vincles de comunitat.
Quan siga prou espaiós, un porxe cobert no només proporciona protecció contra el sol o la pluja, sinó que compta, de fet, per un espai de vida addicional per a la llar durant un clima agradable: cadires o bancs, taules, plantes i mobiliari tradicional de porxo, com ara un porxe amb gronxador, balancins o ventiladors de sostre.
Alguns porxes es projecten per excloure els insectes voladors. Normalment, el porxe està unificat arquitectònicament amb la resta de la casa, utilitzant elements de disseny similars. Pot integrar-se a la línia del sostre o al pis superior.
Moltes baranes del porxe estan dissenyades amb importància per al disseny de l'edifici, així com per a un atractiu fràgil, però les lleis de zonificació locals, estatals o federals solen exigir l'altura de la barana i l'espaiat dels balustres. Hi ha exempcions per a les cases dels districtes històrics o que es troben al Registre Nacional de Llocs Històrics. El Servei de Parcs Nacionals va produir un fulletó o un breu resum sobre la conservació de porxes històrics de fusta.

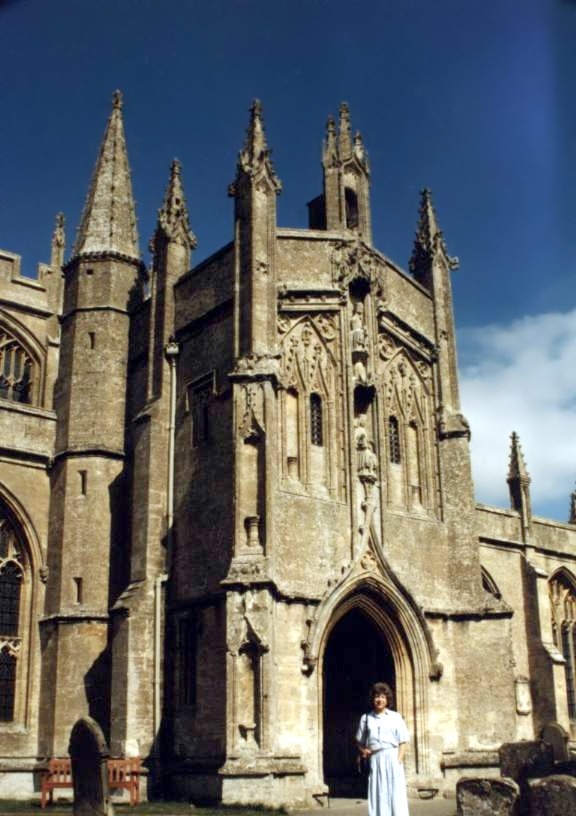
Porxada sud de dues plantes, molt decorada, datada del any 1480, a Northleach Parish Church, Anglaterra.

## Gran Bretanya
A la Gran Bretanya, el porxe que es projectava havia estat utilitzat habitualment a les esglésies des de l'època medieval. Normalment es construïen de pedra però ocasionalment eren de fusta. Normalment es van col·locar al costat sud de l'església, però també als costats oest i nord, de vegades en múltiples. Els porxes servien per donar cobertura als fidels, però també van tenir un ús litúrgic. En un bateig, el sacerdot rebia els patrocinadors, amb l'infant, al porxe i el servei va començar allà.
En èpoques medievals posteriors, el porxe de vegades tenia dos pisos, amb una habitació a sobre de l'entrada que s'utilitzava com a escola local, sala de reunions, magatzem o fins i tot armeria. Si el poble o la ciutat tingués una col·lecció de llibres, allà quedaria allotjat.
De vegades, el custodio de l'església vivia al pis superior i una finestra a l'església permetia la supervisió de l'interior de l'església principal. Algunes esglésies britàniques tenen porxos altament ornamentats, tant externs com interns. El porxe sud de Northleach, Gloucestershire, a Cotswolds, construït el 1480, és un exemple ben conegut i hi ha molts altres a East Anglia i en altres llocs del Regne Unit.

## Índia

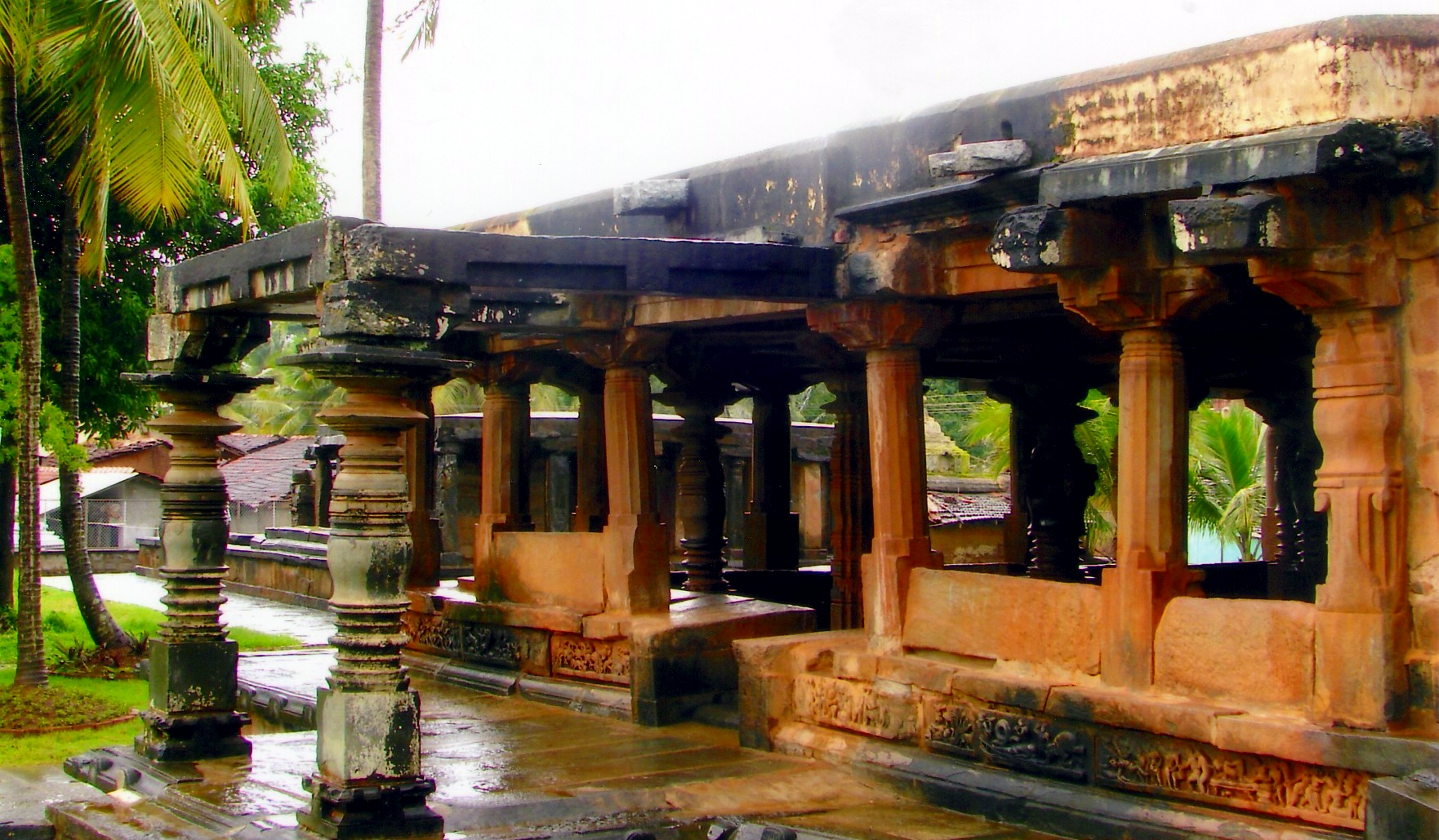
Porxo antic d'un temple d'una mandapa, Índia

A l’Índia els porxes i les verandes són elements populars d'arquitectura secular i religiosa. Al mandir, la mandapa és una estructura semblant al porxe a través del gopuram (porta adornada) i que condueix al temple. S'utilitza per a la dansa i la música religioses i forma part del compost bàsic del temple. Alguns exemples d'edificis indis amb porxos inclouen:
- Temple de Kailash
- Palau de Cooch Behar
- Coves de Ajanta
- Temple de Chennakesava a Somanathapura

- Temple de Hoysaleswara
- Dholpur House

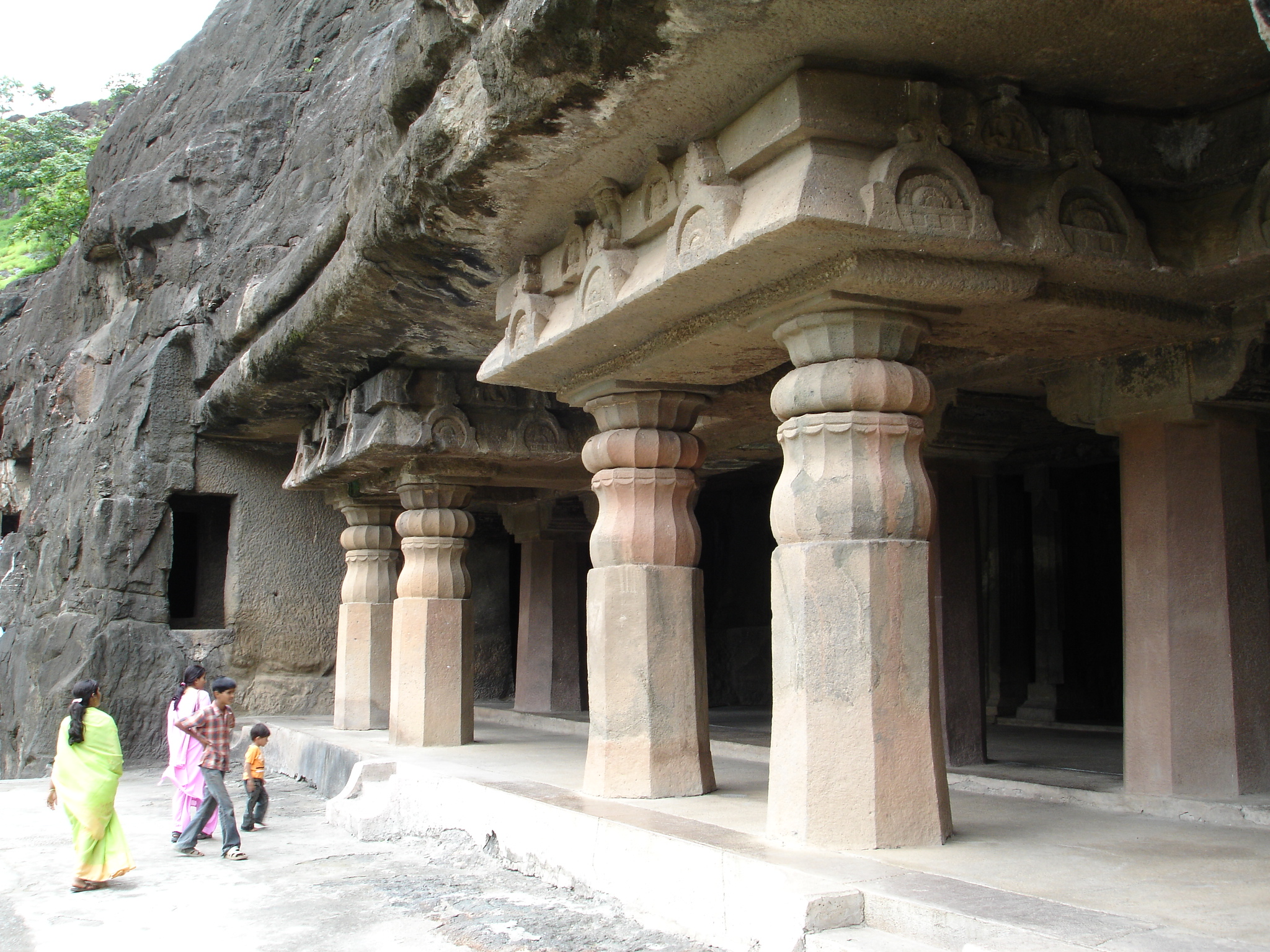
- El porxo a l'entrada de Cave Two, les coves d'Ajanta, Índia

El terme sit-out s'utilitza per descriure un porxe d'edifici residencial.

## Exemples de porxes
- Porxada de Granollers
- Pòrxens de Pedreguer, a Pedreguer (Marina Alta)
- Pòrtic o porxe de Santa Maria de Ripoll
- Mercat porxat de Donibane Garazi
- Riurau, edifici porxat de les comarques centrals del País Valencià.